# 索特雷斯古多
索特雷斯古多，是西班牙卡斯蒂利亚-莱昂布尔戈斯省的一个市镇。总面积172平方公里，总人口683人（2001年），人口密度4人/平方公里。